# Eberardo Pavesi
Eberardo Pavesi (Colturano, 2 novembre 1883 – Milano, 11 novembre 1974) è stato un ciclista su strada e dirigente sportivo italiano.
Professionista nell'epoca pionieristica del ciclismo, dal 1904 al 1919, vinse quattro tappe al Giro d'Italia e la classifica finale del Giro d'Italia 1912, corso a squadre; fu poi per diversi decenni direttore sportivo alla Legnano, lanciando campioni come Alfredo Binda e Gino Bartali.
Ricordato come personaggio intelligente ed estroverso, ma anche abile affabulatore, fu soprannominato "Avocatt" ("avvocato" in milanese).

## Carriera

### Ciclista
Nato a Colturano, a metà strada tra Milano e Lodi, in gioventù fu garzone nel panificio di famiglia. Nel 1897 comprò per 60 lire la sua prima bicicletta, una Raleigh rossa da 16 kg. Nel 1901 debuttò come ciclista dilettante e in tre anni vinse una decina di corse. Fece il suo esordio tra i professionisti nel 1904 con il costruttore di cicli Pirovano: durante l'anno vinse il Giro del Lago di Como e la Pavia-Bologna e fu settimo alla Gran Fondo di 600 km vinta da Enrico Brusoni. Nel 1905, su Rudge Whitworth, si aggiudicò la prestigiosa Roma-Napoli-Roma di 460 km e ottenne il terzo posto sia alla Coppa del Re che alla Corsa Nazionale di 340 km.
Nel 1906 ottenne soprattutto piazzamenti: secondo alla Novi-Milano-Novi, terzo alla Milano-Alessandria-Milano e alla Corsa Nazionale, quinto al Giro di Lombardia. Nel 1907, su una OTAV, fu il primo corridore italiano a portare a termine il Tour de France: a Parigi concluse sesto assoluto, primo degli isolati. Proprio la condizione di isolato, privo del supporto tecnico-logistico di una squadra e per questo costretto in ogni tappa a portare con sé il cibo per la giornata, unitamente alla durezza del percorso e all'ostracismo dei tifosi francesi, rese la prestazione memorabile: il risultato gli valse, al rientro a Milano, l'omaggio di centinaia di tifosi e del sindaco con la banda municipale. Durante l'anno fu anche primo alla Milano-Bergamo-Milano, quarto alla Milano-Torino-Milano e sesto alla Milano-Sanremo.
Nel 1908 fu ingaggiato da Angelo Gatti, titolare della fabbrica Atala, per correre nella sua squadra insieme a Luigi Ganna e Carlo Galetti. Al Tour de France di quell'anno fu però costretto al ritiro dopo tre tappe, si disse perché richiamato a casa per esigenze di gestione del negozio familiare. L'anno seguente prese parte alla prima storica edizione del Giro d'Italia, ma dovette ritirarsi già alla seconda tappa per una ferita alla gamba; in settembre vinse la prima edizione del Giro dell'Emilia e fu secondo alla Roma-Napoli-Roma.
Nel 1910 vinse due tappe al Giro d'Italia, sui traguardi di Roma e Torino, e concluse secondo assoluto, alle spalle del compagno di squadra Galetti e davanti all'altro Atala Luigi Ganna. I tre saranno soprannominati, citando il romanzo di Alexandre Dumas, "i Tre Moschettieri". Nello stesso anno vinse una tappa e si piazzò secondo finale, dietro Galetti, alla Ai mari, ai laghi, ai monti, sorta di Giro d'Italia parallelo organizzato dal quotidiano Il Secolo. Nella stagione seguente fu ottavo al Giro d'Italia in maglia Bianchi.
Nel 1912 vinse il Giro d'Italia con la squadra Atala. Quell'anno la classifica venne stilata, per la prima e unica volta, a squadre, e ad imporsi fu proprio la formazione capeggiata dai "tre moschettieri" Galetti, Pavesi e Ganna insieme al "quarto moschettiere" Giovanni Micheletto. Dopo quel Giro Pavesi, per via di alcuni dissidi con Atala legati ai premi della corsa (la società pretendeva di pagare solo Galetti), firmò per la squadra rivale Legnano, emanazione sportiva dell'omonima casa ciclistica. Con la maglia dei "ramarri" al Giro d'Italia 1913 Pavesi vinse due frazioni, sui traguardi di Siena e Milano, ottenendo il secondo posto assoluto alle spalle di Carlo Oriani; nello stesso anno partecipò al Tour de France, ritirandosi però nella sesta tappa. Si ritirò anche al Giro d'Italia del 1914, anno in cui fu quinto al Giro di Lombardia e in cui stabilì per due volte il record italiano dell'ora, prima con 40,562 km a Pavia, e poi con 40,856 km al Velodromo Sempione.
Con l'ingresso dell'Italia nella guerra mondiale, nel 1915, e l'interruzione delle corse, Pavesi fu richiamato alle armi e assegnato al servizio territoriale in una caserma di Genova, evitando il fronte. Tornato alle gare nel 1918, l'anno dopo partecipò al Giro d'Italia e si classificò secondo al Giro dei Tre Mari, gara di dieci tappe nelle regioni del Sud Italia. Annunciò il ritiro dalle corse a fine 1919.

### Direttore sportivo
Nel 1920 assunse il ruolo di direttore sportivo alla Bianchi. L'anno dopo tornò alla Legnano, divenendone nei decenni seguenti il dirigente sportivo di riferimento. Alla Legnano mise sotto contratto futuri campioni come Giovanni Brunero, Alfredo Binda, Gino Bartali e Fausto Coppi: con la maglia dei "ramarri" Brunero vinse tre Giri d'Italia, Binda cinque, Bartali tre e Coppi uno, rendendo la squadra legnanese la più vincente al Giro tra le due Guerre. Nel dopoguerra sarà sempre Pavesi a scoprire altri ciclisti di talento come Nino Defilippis, Ercole Baldini (ultimo vincitore del Giro in maglia Legnano, nel 1958), Gastone Nencini, Arnaldo Pambianco e Imerio Massignan.
Nel secondo dopoguerra fu voluto da Vincenzo Torriani, patron del Giro d'Italia, come consigliere "informale" per la definizione dei percorsi di gara e come mediatore sui rapporti con i corridori. Pavesi si affermò, sia tra i tifosi che tra gli addetti ai lavori, come figura molto popolare, di spiccata arguzia e riconosciute doti comunicative. Nel 1951-1952 il celebre giornalista Gianni Brera gli dedicò, sulle pagine della Gazzetta dello Sport, una biografia romanzata a puntate, poi raccolte nel libro L'Avocatt in bicicletta, pubblicato nel 1952 e riedito con il titolo Addio, bicicletta nel 1964. Dalla narrazione emerge vividamente il mondo del ciclismo milanese di fine Ottocento, con le prime gare sulla strada che correva intorno alla Piazza d'armi (l'area dell'attuale Parco Sempione), organizzate per richiamare clienti dal gestore di un chiosco di gelati.
Pavesi morì a Milano l'11 novembre 1974.

## Nei media
Nel 2006 la RAI ha prodotto una fiction in due puntate sulla vita di Gino Bartali, intitolata Gino Bartali - L'intramontabile, dove Eberardo Pavesi è stato interpretato dall'attore Francesco Salvi.

## Palmarès
- 1904 (Pirovano, due vittorie)

Giro del Lago di Como
Pavia-Bologna
- 1905 (Rudge Whitworth, due vittorie)

Circuito Bresciano
Roma-Napoli-Roma
- 1906 (OTAV, una vittoria)

Circuito Bresciano
- 1907 (OTAV, una vittoria)

Milano-Bergamo-Como
- 1909 (Atala-Dunlop, una vittoria)

Giro dell'Emilia
- 1910 (Medusa, tre vittorie)

5ª tappa Giro d'Italia (Napoli > Roma)
9ª tappa Giro d'Italia (Mondovì > Torino)
1ª tappa Ai mari, ai laghi, ai monti (Alessandria > Salsomaggiore Terme)
- 1913 (Legnano, due vittorie)

2ª tappa Giro d'Italia (Genova > Siena)
9ª tappa Giro d'Italia (Rovigo > Milano)

### Altri successi
- 1912 (Atala-Dunlop)

Classifica generale Giro d'Italia (a squadre)

## Piazzamenti

### Grandi Giri
- Giro d'Italia

1909: ritirato
1910: 2º
1911: 8º
1912: vincitore (classifica a squadre)
1913: 2º
1914: ritirato (1ª tappa)
1919: ritirato
- Tour de France

1907: 6º
1908: ritirato (4ª tappa)
1913: ritirato (6ª tappa)

### Classiche monumento
- Milano-Sanremo

1907: 6º
1909: 22º
1910: ritirato
1912: 16º
1914: 22º
- Giro di Lombardia

1906: 7º
1909: 6º
1910: 15º
1911: non classificato
1914: 5º
1918: 15º